# Negritothripa confluens
Negritothripa confluens är en fjärilsart som beskrevs av Clayton Dissinger Mell 1943. Negritothripa confluens ingår i släktet Negritothripa och familjen trågspinnare. Inga underarter finns listade i Catalogue of Life.